# Кадиргулово
Кадиргу́лово (рос. Кадыргулово, башк. Ҡаҙырғол) — присілок у складі Давлекановського району Башкортостану, Росія. Адміністративний центр Кадиргуловської сільської ради.
Населення — 234 особи (2010; 255 в 2002).
Національний склад:
- башкири — 95 %